# Cephalaria setosa
Cephalaria setosa là một loài thực vật có hoa trong họ Kim ngân. Loài này được Boiss. & Hohen. mô tả khoa học đầu tiên năm 1843.